# Brian Jones (Basketballspieler)
Brian Jamaal Jones (* 17. Januar 1978) ist ein ehemaliger US-amerikanischer Basketballspieler.

## Werdegang
Jones spielte von 1996 bis 2001 an der Santa Clara University im US-Bundesstaat Kalifornien. Mit insgesamt 1722 erzielten Punkten lag der Aufbauspieler (Körpergröße: 1,90 Meter) bei seinem Abschied in der ewigen Bestenliste der Hochschulmannschaft auf dem dritten Rang. Er sorgte für insgesamt 517 Korbvorlagen und erreichte damit bis 2001 den besten Wert der Mannschaftsgeschichte. Später wurde seine Bestmarke von Evan Roquemore überboten. Mit 223 Ballgewinnen stand Jones in Santa Claras Bestenliste bei seinem Weggang im Jahr 2001 auf dem zweiten Platz.
Jones wechselte zur Saison 2003/04 zum deutschen Zweitligisten SV 03 Tübingen. Er führte die Mannschaft zum Gewinn des Meistertitels in der 2. Basketball-Bundesliga Süd und somit zum Aufstieg in die Basketball-Bundesliga. Er war im Laufe des Spieljahres 2003/04 mit 21,2 Punkten je Begegnung bester Tübinger Korbschütze und fünftbester der 2. Bundesliga Süd. Er bereitete je Begegnung des Weiteren durchschnittlich 5,4 Korberfolge seiner Nebenleute vor und erreichte drei Ballgewinne sowie 5,5 Rebounds. Er blieb Tübingen nach dem Aufstieg treu und schaffte mit der Mannschaft im Spieljahr 2004/05 den Bundesliga-Klassenverbleib. Jones führte die Tübinger in dieser Saison wieder in mehreren statistischen Wertungen an, darunter Punkte (16,5/Spiel), Korbvorlagen (3,9/Spiel), Ballgewinne (1,8/Spiel).
2005 verließ Tübingen und schloss sich mit den Eisbären Bremerhaven einem anderen Bundesligisten an. In der Saison 2005/06 war er mit Mittelwerten von 11,2 Punkten, 5,1 Vorlagen sowie 4,5 Rebounds und 1,9 Ballgewinnen je Begegnung daran beteiligt, dass Bremerhaven in der Bundesliga-Hauptrunde den vierten Rang und hernach das Halbfinale erreichte. In seinem zweiten Jahr bei den Eisbären (2006/07) verteilte Jones wiederum 5,1 Korbvorlagen je Begegnung, seine Punktausbeute war mit 7,3 je Partie geringer als in der Vorsaison. Er erreichte mit Bremerhaven das Bundesliga-Viertelfinale.
Jones stand in der Saison 2007/08 beim spanischen Zweitligisten Plus Pujol Lleida unter Vertrag. In 36 Einsätzen für die Mannschaft erreichte der US-Amerikaner Mittelwerte von 8,9 Punkten, 3,7 Vorlagen und 2,9 Rebounds.
In seinem letzten Spieljahr als Berufsbasketballspieler stand er in Diensten des Bundesligisten EnBW Ludwigsburg (29 Spiele, 7,2 Punkte/Einsatz).